# آن ماري غرين
آن ماري غرين (بالإنجليزية: Anne-Marie Green)‏ هي صحفية أمريكية، ولدت في 21 سبتمبر 1971.